# The Neighborhood
The Neighborhood es una serie de televisión estadounidense, creada por Jim Reynolds, que se estrenó el 1 de octubre de 2018. La serie sigue a una familia blanca del medio oeste mientras se adaptan a mudarse a un vecindario predominantemente afroamericano en Los Ángeles. Está protagonizada por Max Greenfield, Cedric the Entertainer, Beth Behrs, Tichina Arnold, Sheaun McKinney, Marcel Spears, y Hank Greenspan. En abril de 2024, la serie fue renovada para una séptima temporada que se estrenó el 21 de octubre de 2024. En marzo de 2025, la serie fue renovada para una octava y última temporada.

## Sinopsis
The Neighborhood sigue «al tipo más amable del Medio Oeste que traslada a su familia a un barrio duro de Los Ángeles donde no todo el mundo aprecia su vecindad extrema. Eso incluye a su nuevo vecino de al lado, Calvin».

## Elenco

### Principal
- Cedric the Entertainer como Calvin Butler
- Max Greenfield como Dave Johnson
- Sheaun McKinney como Malcolm Butler
- Marcel Spears como Marty Butler
- Hank Greenspan como Grover Johnson
- Tichina Arnold como Tina Butler
- Beth Behrs como Gemma Johnson
- Skye Townsend como Courtney Pridgeon (temporada 7; recurrente temporada 6)

### Recurrente
- Malik S. como Trey
- Earthquake como Que
- Gary Anthony Williams como Ernie (temporadas 1–5)
- Sloan Robinson como Old Miss Kim (temporadas 1–4, 6–7)
- Sean Larkins como Randall (temporadas 3–4; invitado temporadas 2 y 6)
- Chelsea Harris como Necie (temporadas 4–5)

### Invitados
- Maurice LaMarche como HandyRandy79
- Gary Anthony Williams como Ernie
- Juliette Goglia como Meadow
- Marilu Henner como Paula
- Alexandra Chando como Chloe
- Jeris Lee Poindexter como Tommy
- Mandell Maughan como Lyndsey
- Jim Meskimen como el Dr. Bancroft
- Marla Gibbs como la Srta. Simpson
- Josh Brener como Trevor
- Geoff Stults como Logan
- Jim O'Heir como Maynard
- Brian Thomas Smith como Ed
- Kym Whitley como LaTonya
- Cocoa Brown como Regina
- Edy Ganem como Sofia
- Deborah Baker Jr. como Brittany
- Victor Williams como el Pastor Don
- Ashleigh Hairston como Kiera
- Riki Lindhome como Kristen
- Richard Gant como Walter
- Wayne Brady como el concejal Isaiah Evans
- Suzy Nakamura como la Dra. Chen
- Milan Carter como Wyatt
- Brian Posehn como Clem
- Patricia Belcher como Hermana Sabrina
- Bob Clendenin como Stan
- Michael Gladis como el Dr. Fisher
- Samm Levine como Jerry
- George Lopez como Victor Álvarez
- Mike Estime como Crackhead Victor
- Nicole Sullivan como Alexis
- Danny Woodburn como Mayor Clyborne
- Anjali Bhimani como Suraya
- Jerome Bettis como el mismo
- Tracy Morgan como Curtis Butler
- Patti LaBelle como Marilyn
- Shanola Hampton como Nicki
- Gina Yashere como Chika
- John Ross Bowie como Gregory
- Troy Winbush como Kenny
- Issac Ryan Brown como Peter

## Episodios
| Temporada | Temporada | Episodios | Episodios | Emisión original         | Emisión original    |
| Temporada | Temporada | Episodios | Episodios | Primera emisión          | Última emisión      |
| --------- | --------- | --------- | --------- | ------------------------ | ------------------- |
|           | 1         | 21        | 21        | 1 de octubre de 2018     | 22 de abril de 2019 |
|           | 2         | 22        | 22        | 23 de septiembre de 2019 | 4 de mayo de 2020   |
|           | 3         | 18        | 18        | 16 de noviembre de 2020  | 17 de mayo de 2021  |
|           | 4         | 22        | 22        | 20 de septiembre de 2021 | 23 de mayo de 2022  |
|           | 5         | 22        | 22        | 19 de septiembre de 2022 | 22 de mayo de 2023  |
|           | 6         | 10        | 10        | 12 de febrero de 2024    | 6 de mayo de 2024   |
|           | 7         | 20        | 20        | 21 de octubre de 2024    | 5 de mayo de 2025   |

## Producción

### Desarrollo
El 27 de septiembre de 2017, se anunció que CBS había dado la producción, entonces titulada Here Comes the Neighborhood, un compromiso de producción piloto. El piloto fue escrito por Jim Reynolds, quien también estaba listo para producir productos ejecutivos junto con Aaron Kaplan, Dana Honor y Wendi Trilling. Las compañías de producción involucradas con el piloto incluyen Kapital Entertainment, CBS Television Studios, y Trill Television. El 26 de enero de 2018, la producción recibió oficialmente una orden piloto. El 9 de febrero de 2018, se anunció que James Burrows dirigiría el piloto.
El 9 de mayo de 2018, se anunció que la CBS había dado a la producción, ahora titulada Welcome to the Neighborhood, un pedido de serie. Pocos días después, se anunció que el título de la serie había sido cambiado a The Neighborhood. Un día después, se anunció que la serie se estrenaría en el otoño de 2018 y se emitiría los lunes a las 8:00 p. m. El 9 de julio de 2018, se anunció que la serie se estrenaría el 1 de octubre de 2018. El 25 de enero de 2019, CBS renovó la serie para una segunda temporada y se estrenó el 23 de septiembre de 2019. El 6 de mayo de 2020, CBS renovó la serie para una tercera temporada que se estrenó el 16 de noviembre de 2020. El 17 de febrero de 2021, CBS renovó la serie para una cuarta temporada. El 5 de abril de 2021, Reynolds renunció al cargo de showrunner y productor ejecutivo después de tres temporadas debido a las quejas por sus «comentarios insensibles y otras cuestiones relacionadas con la raza durante un período de tiempo». El 7 de junio de 2021, Meg DeLoatch se unió a la serie como productora ejecutiva y showrunner para la cuarta temporada en reemplazo de Reynolds. La cuarta temporada se estrenó el 20 de septiembre de 2021. El 24 de enero de 2022, CBS renovó la serie para una quinta temporada. El 26 de marzo de 2022, DeLoatch salió de la serie como showrunner. El 8 de junio de 2022, Bill Martin y Mike Schiff fueron anunciados como los nuevos showrunners de la serie. La quinta temporada se estrenó el 19 de septiembre de 2022. El 23 de enero de 2023, CBS renovó la serie para una sexta temporada. La sexta temporada se estrenó el 12 de febrero de 2024. El 9 de abril de 2024, CBS renovó la serie para una séptima temporada. La séptima temporada se estrenó el 21 de octubre de 2024. El 10 de marzo de 2025, CBS renovó la serie para una octava y última temporada.

### Casting
En marzo de 2018, se anunció que Sheaun McKinney, Marcel Spears, Cedric the Entertainer, Josh Lawson, Tichina Arnold se habían unido al reparto principal del piloto. El 4 de abril de 2018, se informó que Dreama Walker se había unido al elenco en un papel principal. El 15 de mayo de 2018, se anunció que Max Greenfield había reemplazado a Lawson en el papel de Dave Johnson. El 11 de junio de 2018, se anunció que Beth Behrs había reemplazado a Walker en el papel de Gemma Johnson.

## Lanzamiento

### Marketing
El 16 de mayo de 2018, CBS lanzó el primer tráiler oficial de la serie. El 11 de julio de 2018, se estrenó un breve vídeo promocional de la serie, en el que se mostraba la incorporación de Greenfield y Behrs, con material filmado recientemente del nuevo episodio piloto. Dos días después, se lanzó un nuevo tráiler de largo completo con Greenfield y Behrs.

### Estreno
El 12 de septiembre de 2018, la serie participó en el 12º PaleyFest Annual Fall Television Previews, que incluyó una proyección previa de la serie y una conversación con miembros del elenco, incluyendo a Cedric the Entertainer, Tichina Arnold, Max Greenfield y Beth Behrs.

## Recepción

### Recepción crítica
La serie ha sido recibida con una respuesta mixta y negativa por parte de la crítica en su estreno. En la página web de agregación de revisiones Rotten Tomatoes, la serie tiene un índice de aprobación del 25% con un promedio de 3,9 sobre 10, basado en 12 revisiones. Metacritic, que utiliza un promedio ponderado, asignó a la serie una puntuación de 50 sobre 100 basada en 7 críticos, lo que indica "revisiones mixtas o medias".

### Audiencias
| Temporada | Horario (ET)     | Episodios | Primera emisión          | Primera emisión      | Última emisión      | Última emisión       | Ranking | Prom. de espectadores (millones) |
| Temporada | Horario (ET)     | Episodios | Fecha                    | Audiencia (millones) | Fecha               | Audiencia (millones) | Ranking | Prom. de espectadores (millones) |
| --------- | ---------------- | --------- | ------------------------ | -------------------- | ------------------- | -------------------- | ------- | -------------------------------- |
| 1         | lunes 8:00 p. m. | 21        | 1 de octubre de 2018     | 8.10                 | 22 de abril de 2019 | 6.27                 | 46      | 7.99                             |
| 2         | lunes 8:00 p. m. | 22        | 23 de septiembre de 2019 | 5.70                 | 4 de mayo de 2020   | 6.55                 | 39      | 7.69                             |
| 3         | lunes 8:00 p. m. | 18        | 16 de noviembre de 2020  | 5.79                 | 17 de mayo de 2021  | 5.56                 | 35      | 6.76                             |
| 4         | lunes 8:00 p. m. | 22        | 20 de septiembre de 2021 | 5.28                 | 23 de mayo de 2022  | 5.91                 | 31      | 6.73                             |
| 5         | lunes 8:00 p. m. | 22        | 19 de septiembre de 2022 | 4.76                 | 22 de mayo de 2023  | 5.22                 | 26      | 6.45                             |
| 6         | lunes 8:00 p. m. | 10        | 12 de febrero de 2024    | 5.79                 | 6 de mayo de 2024   | 4.99                 | 35      | 5.67                             |
| 7         | lunes 8:00 p. m. | 20        | 21 de octubre de 2024    | 4.43                 | 5 de mayo de 2025   | 4.19                 | —       | —                                |